# The Village Lanterne
Albums de Blackmore's Night
Beyond the Sunset: The Romantic Collection
(2004) Winter Carols
(2006)
The Village Lanterne est le cinquième album studio du groupe Blackmore's Night, sorti sur Steamhammer US le 4 avril 2006. Il comport le single Just Call My Name (I'll Be There).
La chanson Olde Mill Inn sera utilisée en 2008 dans la musique originale du film Yes Man .

## Analyse des titres
A coté de compositions d'influence médiévales ou de la renaissance, l'album contient plusieurs reprises.
St. Teresa est une adaptation rock de la version de la chanteuse américaine Joan Osborne.
Le titre Mond Tanz/Child in time enchaine un air instrument typiquement d'influence médiévale avec une reprise du célèbre Child in time de Deep Purple, ancien groupe de Ritchie Blackmore.
Streets of London est une reprise de la chanson de Ralph Mc Tell, chanteur folk britannique.
La pièce Street of Dreams qui clôt l'album est une version réarrangée de la chanson de l'album Bent out of shape de Rainbow, ancien autre groupe de Ritchie Blackmore. Le CD bonus contient le même titre chanté en duo par Candice Night et Joe Lynn Turner, l'interprète de la pièce originale de 1983.
Le CD-Extra bonus contient également la chanson Call it love, extraite du single Alone with Fate de Candice Night sorti en 2002. Il incorpore également deux vidéos (format MPG llisibles sur un lecteur de CD-ROM) : la première est une interview (en anglais non sous-titré) de près de 22 minutes de Ritchie Blackmore et de Candice Night dans leur château en Allemagne, entrecoupée d'extraits de chansons en vidéo ou jouées en direct par le duo ; la seconde est la bande-annonce du DVD live Castle and Dreams.

## Liste des titres
| No  | Titre                                   | Auteur                                                               | Durée |
| --- | --------------------------------------- | -------------------------------------------------------------------- | ----- |
| 1.  | 25 Years                                | Ritchie Blackmore, Candice Night                                     | 4:58  |
| 2.  | Village Lanterne                        | Blackmore, Night                                                     | 5:14  |
| 3.  | I Guess It Doesn't Matter Anymore       | Blackmore, Night                                                     | 4:50  |
| 4.  | The Messenger (Instrumental)            | Blackmore                                                            | 2:55  |
| 5.  | World of Stone                          | trad., Blackmore, Night                                              | 4:26  |
| 6.  | Faerie Queen / Faerie Dance             | Blackmore, Night                                                     | 4:57  |
| 7.  | St. Teresa                              | Eric Bazilian, Rick Chertoff, Rob Hyman, Joan Osborne                | 5:26  |
| 8.  | Village Dance (Instrumental)            | Blackmore                                                            | 1:58  |
| 9.  | Mond Tanz / Child in Time (Deep Purple) | Blackmore / Blackmore, Ian Gillan, Roger Glover, Jon Lord, Ian Paice | 6:12  |
| 10. | Streets of London                       | Ralph McTell                                                         | 3:48  |
| 11. | Just Call My Name (I'll Be There)       | Blackmore, Night                                                     | 4:49  |
| 12. | Olde Mill Inn                           | Blackmore, Night                                                     | 3:21  |
| 13. | Windmills                               | Blackmore, Night                                                     | 3:27  |
| 14. | Street of Dreams (Rainbow)              | Blackmore, Joe Lynn Turner                                           | 4:31  |

| 1. | Call It Love (Face B du single de Candice Night en solo Alone with Fate de 2002) | Night             | 2:53  |
| 2. | Street of Dreams (avec Joe Lynn Turner en chanteur invité)                       | Blackmore, Turner | 4:30  |
| 3. | Village lanterne interview (vidéo MPG)                                           |                   | 21:48 |
| 4. | Castles And Dreams DVD Trailer (vidéo MPG)                                       |                   | 4:48  |

## Musiciens
- Ritchie Blackmore : guitares électriques, guitares acoustiques, tambours divers, vielle à roue
- Candice Night : chant, chœurs, chalemie, rauchpfeife, flûte à bec, chanterelles
- Pat Regan and the Minstrel Hall Consort : claviers
- Sir Robert of Normandie (Robert Curiano[9]) : basse
- Sisters of the Moon : Lady Madeline et Lady Nancy (Madeline et Nancy Posner[10]) : chant d'harmonie
- Bard David of Larchmont (David Baranowski[11]) : claviers, chœurs
- Sarah Steiding : violon
- Anton Fig : batterie
- Albert Dannemann : cornemuse, chœurs
- Ian Robertson et Jim Manngard : chœurs

Comme sur les deux précédents albums studio, on note la présence du bassiste Sir Robert of Normandie (Robert Curiano) qui en 2015 deviendra membre (sous le nom Bob Nouveau) du groupe Rainbow reformé par Ritchie Blackmore.

### Musicien additionnel
- Joe Lynn Turner - chanteur invité sur la version bonus de Street of Dreams

## Classements
| Année | Pays      | Position |
| ----- | --------- | -------- |
| 2006  | Allemagne | 13       |
| 2006  | Japon     | 32       |
| 2006  | Finlande  | 33       |
| 2006  | Suède     | 52       |
| 2006  | Italie    | 65       |
| 2006  | Suisse    | 67       |
| 2006  | Japon     | 77       |

## Certifications
| Pays   | Date | Prix | Quantités |
| ------ | ---- | ---- | --------- |
| Russie | 2006 | Or   | 25 000    |